# 西山優里子
西山優里子（1966年9月30日—）日本女性漫畫家，代表作是《少年籃球夢》。

## 生平
出生於法國巴黎，有一姊一弟，是三姊弟中的次女。少女時期由於父親在大使館工作的關係，大半時間都是在日本國外度過。

## 作品

### 漫畫
- 《少年籃球夢》（Harlem Beat），全29冊
- 《F5～偶像傳說～》（DRAGON VOICE），全11冊
- 《衝鋒陷陣》（ノーハドル），全5冊
- 《純情排球王子》（純情カレンな俺達だ！），全3冊
- 《QB ~ 警視廳特殊SP班》（QBかりん 警視庁特殊SP班），全4冊，此為作者於女性向雜誌首次連載之作品
- 《大使館的工作守則》（ジャポニカの歩き方），全7冊
- 《家電女》（家電の女），全4冊
- 《DIRTY CHRIST SUPERSTAR》，連載中

### 遊戲
- 《新光明與黑暗（日语：シャイニング・フォース ネオ）》擔任人物設計

## 外部連結
- 西山優里子的X（前Twitter）